# Vittorio Cotesta
Vittorio Cotesta (Roccagorga, 1º agosto 1944) è un sociologo italiano.

## Biografia
Nel 1969 si è laureato in pedagogia presso l'Università di Roma La Sapienza con una tesi su Marxismo e strutturalismo.
I suoi campi di interesse scientifico sono:
- la teoria sociologica;
- la storia del pensiero sociologico, i suoi autori classici preferiti sono Max Weber e Georg Simmel;
- le migrazioni e i conflitti etnici;
- l'Europa, il cosmopolitismo e i diritti umani;
- la sociologia delle migrazioni con particolare riferimento alla società globale.

Ha insegnato presso l'Università degli Studi di Roma "La Sapienza", l'Università di Salerno, l'Università degli Studi di Napoli "L'Orientale", l'Università degli Studi Roma Tre.
Dal novembre 2014 è in pensione.
Come professore senior, negli anni accademici 2014-2015 e 2015-2016, ha insegnato Sociologia presso l'Università degli Studi di Roma Tre.
Fa parte dell'International Sociological Association (ISA), dell'Association internationale des sociologues de langue française (AISLF), dell'Associazione italiana di sociologia (AIS). È stato membro del comitato direttivo dell'Associazione Italiana di Sociologia. Ha coordinato a lungo la Sezione Teorie sociologiche e trasformazioni sociali. È stato membro del bureau dell'Association International des Sociologues de Langue Française (AISLF).
È stato direttore del Dipartimento di Sociologia dell'Università degli Studi di Salerno, del Cires e coordinatore del dottorato in Ricerca educativa e sociale dell'Università degli Studi Roma Tre.

## Opere
- Linguaggio, potere, individuo. Saggio su M. Foucault, Dedalo, 1979.
- Nuove legittimazioni, Ianua, 1984.
- Una nuova élite?, Bulzoni, 1986.
- Modernità e tradizione. Integrazione sociale e identità culturale in una "città nuova". Il caso di Latina, Franco Angeli, 1988 e 1989
  - nuova edizione: La città incompiuta, Gentile editore, 1997.
- La cittadella assediata. Immigrazione e conflitti etnici in Roma, Editori Riuniti, 1992
  - nuova edizione: Nuovi conflitti metropolitani, Gentile editore, 1997.
- Noi e loro. Immigrazione e nuovi conflitti metropolitani, Rubbettino editore, 1995
- Fiducia, cooperazione, solidarietà. Strategie per il cambiamento sociale, Liguori, 1998.
- Verità e linguaggio. Studi di sociologia della conoscenza, Armando editore, 1999.
- Lo straniero. Pluralismo culturale e immagini dell'altro nella società globale Laterza, 2002;
- Sociologia del mondo globale, Laterza, 2004.
- Le migrazioni nella società globale, Anicia, 2007.
- Images du monde et société globale, PUL, 2006.
- Società globale e diritti umani, Rubbettino, 2008.
- Sociologia dei conflitti etnici, Laterza, 2009.
- Les droits humains et la société globale, L'Harmattan, 2009.
- Sociologia dello straniero, Carocci, 2012.
- Global Society and Human Rights, Brill, 2012.
- Prosternarsi. Piccola indagine sulla regalità divina nelle civiltà euroasiatiche, Bevivino, 2012.
- Kings into Gods. How Prostration Shaped Eurasian Civilizations, Brill, 2015.
- Modernità e capitalismo. Saggio su Max Weber e la Cina, Armando, 2015.
- Max Weber on China. Modernity and Capitalism in a Global Perspective, Cambridge Scholars Publishing, 2018.
- The Heavens and the Earth. Graeco-Roman, Ancient Chinese, and Mediaeval Islamic Images of the World, Brill, Leiden-Boston, 2021.
- Il cielo e la terra. Immagini del mondo nella civiltà greco-romana, cinese antica e islamica medievale, Morlacchi, Perugia, 2022.